# Adoretus rugosohirtus
Adoretus rugosohirtus är en skalbaggsart som beskrevs av Leon Fairmaire 1904. Adoretus rugosohirtus ingår i släktet Adoretus och familjen Rutelidae. Inga underarter finns listade i Catalogue of Life.